# Syncarida
Syncarida é uma superordem de crustáceos da classe Malacostraca, constituída maioritariamente por pequenos crustáceos intersticiais que vivem nos espaços entre os grãos de areia. Inclui espécies marinhas, dulçaquícolas e terrestres agrupadas em três ordens (uma das quais extinta).

## Taxonomia
A superordem Syncarida compreende as ordens Anaspidacea e Bathynellacea, para além da ordem extinta Palaeocaridacea. São reconhecidos 59 géneros, distribuídos por 6 famílias:
- Ordem † Palaeocaridacea (extinta)
- Ordem Anaspidacea Calman, 1904 (Sul da Austrália (principalmente Tasmânia) e América do Sul)
  - Família Anaspididae Thomson, 1893
  - Família Koonungidae Sayce, 1908
  - Família Psammaspididae Schminke, 1974
  - Família Stygocarididae Noodt, 1963
- Ordem Bathynellacea Chappuis, 1915 (África, Madagáscar, sudoeste da Ásia, Japão, Austrália, Nova Zelândia, América do Sul, América do Norte e Europa)
  - Família Bathynellidae Grobben, 1904
  - Família Parabathynellidae Noodt, 1965

Syncarida fósseis são encontrados em depósitos marinhos do Carbonífero e do Permiano.

## Descrição
Os Syncarida diferem dos outros taxa da classe Malacostraca pela ausência de uma carapaça. O primeiro segmento do tórax pode ser fundido com a cabeça. Em consequência, os membros da ordem Anaspidacea têm 7 e os da ordem Bathynellacea 8 segmentos torácicos livres.
A primeira antena (antennula) possui um três segmentos e dois flagelos (flagellum). A segunda antena apresenta dois flagelos, por vezes reduzidos a estruturas vestigiais. A mandíbula geralmente na apresenta partes móveis (lacinia mobilis).
As espécies incluídas não apresentam bolsa para incubação (marsupium), os pereópodes são equipados com protuberâncias e o sexto pleon (segmento abdómen) é muitas vezes fundido com o télson, formando um pleotélson.
A maioria dos Syncarida são pequenos crustáceos intersticiais que habitam os espaços entre os grãos de areia de locais saturados em água. Eles vivem maioritariamente em rios de montanha e pequenas lagoas rochosas, acolhendo-se em tocas de caranguejos de água doce e em turfeiras. Os representantes da família Stygocardididae são espécies cavernícolas cegas (troglóbios ou estigobiontes).